# Fand Mons
Fand Mons es el nombre de una montaña de Venus, localizada en 7°,0 Norte - 158°,0 Este. El nombre, que homenajea a Fand, una diosa celta irlandesa de la cura y el bienestar, fue concedido por el Working Group for Planetary System Nomenclature (WGPSN) de la Unión Astronómica Internacional (IAU) en 2001.